# Рамін Ібрагімов
Рамін Ібрагімов (азерб. Ramin İbrahimov; нар. 1978) — азербайджанський дзюдоїст-паралімпієць, який виступає у категорії сліпоти B2, переможець Всесвітніх ігор 2007, дворазовий чемпіон Європи (2007 і 2009), бронзовий призер Паралімпійських ігор 2008. Представляючи Азербайджан на Паралімпійських іграх 2012 року в Лондоні, на якій вважався серйозним конкурентом, виграв золоту медаль.